# Angelique Maren no Rokukishi
Pour les séries animées et drama CD tirés du jeu, ainsi que pour les autres jeux de la série, voir Angelique (série).
Angelique Maren no Rokukishi (アンジェリーク 魔恋の六騎士) est un jeu vidéo japonais de simulation de drague de la franchise Angelique, sorti en 2011.

## Présentation
Le jeu est cette fois une collaboration entre les studios de développement Ruby Party et Otomate, spécialisés dans les jeux de drague pour un public féminin, et est publié par Idea Factory et non plus par Koei. Il sort uniquement au Japon, le 17 novembre 2011 sur PlayStation Portable, huit ans après le dernier jeu de la série originale, Angelique Etoile (entre-temps est paru le jeu Neo Angelique relançant la série avec de nouveaux personnages).
Le jeu est toujours destiné à un public féminin, réalisé cette fois d'après des dessins de Yûhi Higashi, et contient des éléments de fantasy, d'aventures, de stratégie et de romantisme. C'est en fait un spin off dérivé du jeu de rôle Angelique - Tenkū no Requiem sorti treize ans auparavant en 1998 ; il reprend l'histoire du light novel Angelique Tenkū no Requiem ~Kuroki Tsubasa no Moto ni~ paru le 22 juillet 2011, dont l'action se déroule en prélude des évênements du jeu Tenkū no Requiem, auquel Maren no Rokukishi sert donc de prequel.
Le personnage principal est une nouvelle héroïne appelée Teresa, qui va devoir rencontrer les chevaliers de Leviath (l'empereur qu'affronte Angelique Collet, héroïne de Angelique Special 2, dans Tenkū no Requiem).

## Histoire
Teresa (nom personnalisable) vit avec son ami Renault et la mère de celui-ci depuis la disparition de ses parents.
La vie est paisible au village jusqu'au jour où son amie Sophie lui parle de disparition au village. Un soir, Teresa est kidnappé et disparaît plusieurs heures sans souvenir de ce qu'il s'est passé. Quelques jours plus tard, c'est Renault qui disparaît et elle part à sa recherche grâce à un pouvoir qui lui permet de sentir la présence de Renault. Guidée par son pouvoir, elle retrouve la trace de Renault.
Elle découvre un château plus loin dans la forêt puis fait la rencontre des chevaliers de 'Leviath'. Renault souhaite rester avec eux, combattre à leurs côtés et maîtriser sa magie. Teresa réussit à convaincre le commandant Leviath de la prendre avec eux pour prendre soin de Renault et s'occuper des tâches ménagères.

## Personnages
- Teresa

Rebelles
- Leviath Ragna Alviss
- Kiefar
- Cain
- Giovanni
- Eugene
- Gerhard
- Sionna
- Renaud
- Ka-Fai
- Walter
- Johannes
- Maria

Forces impériales
- Maximillias
- Mayleath
- Varn

## Chansons
- Ai no Warrior, par Granrodeo : générique d'ouverture
- Shalom, par Kanon : générique de fin par défaut
- Spica, par 2Hearts (ja) : générique de fin spécial